# Naturschutzgebiet Bulmecke
Das Naturschutzgebiet Bulmecke mit einer Größe von 0,4 ha liegt in der Gemeinde Herscheid südlich der Siedlung Bulmecke. Das Naturschutzgebiet (NSG) wurde 1998 vom Märkischen Kreis mit dem Landschaftsplan Nr. 5 Herscheid ausgewiesen.

## Gebietsbeschreibung
Das Schutzgebiet ist ein Wald hauptsächlich aus Schwarzerlen und Eschen mit einer Quelle. Es gibt dort ein großes Märzenbecher-Vorkommen.

## Schutzzweck
Laut Naturschutzgebiets-Ausweisung wurde das Gebiet zum Naturschutzgebiet ausgewiesen zur Erhaltung, Entwicklung und Wiederherstellung eines Waldgebietes mit Quelle mit einer speziell angepassten Flora und Fauna. Wie bei allen Naturschutzgebieten in Deutschland wurde in der Schutzausweisung darauf hingewiesen, dass das Gebiet „wegen der Seltenheit, besonderen Eigenart und Schönheit des Gebietes“ zum Naturschutzgebiet wurde.